# EB/斯特雷穆尔
EB/斯特雷穆尔是法羅群島的一支半职业足球俱樂部，位於法羅群島的斯特雷姆内斯（Streymnes）及埃伊（Eiði）。该俱乐部成立于1993年，由原先的两个足球俱乐部合并而成。该俱乐部曾获得过两次法羅群島足球超級聯賽冠军和4次法羅群島盃。

## 荣誉
- 法羅群島足球超級聯賽：两次
  - 2008, 2012
- 法羅群島盃：4次
  - 2007, 2008, 2010, 2011
- 法罗群岛足球甲级联赛：两次
  - 2000, 2016

## 外部連結
- 官方网站 （法羅文）